# Список альбомов № 1 в США в 2013 году (Billboard)

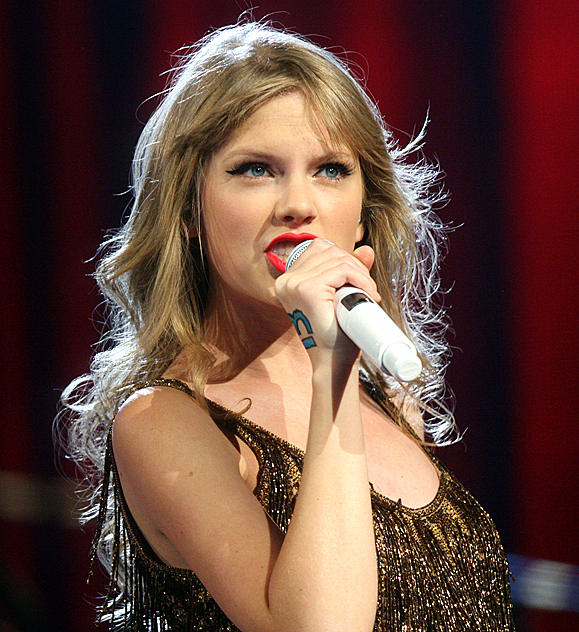
Тейлор Свифт открыла список лидеров 2013 года со своим диском Red, повторив рекорд The Beatles…

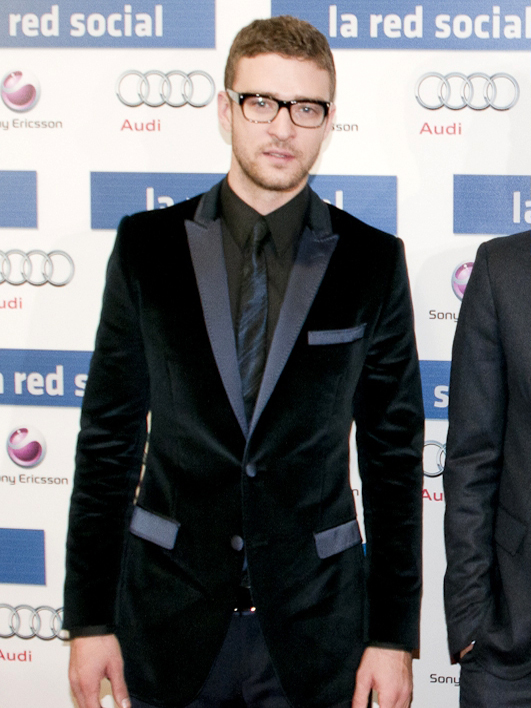
Альбом The 20/20 Experience певца Джастина Тимберлейка три недели был № 1 в 2013 году.

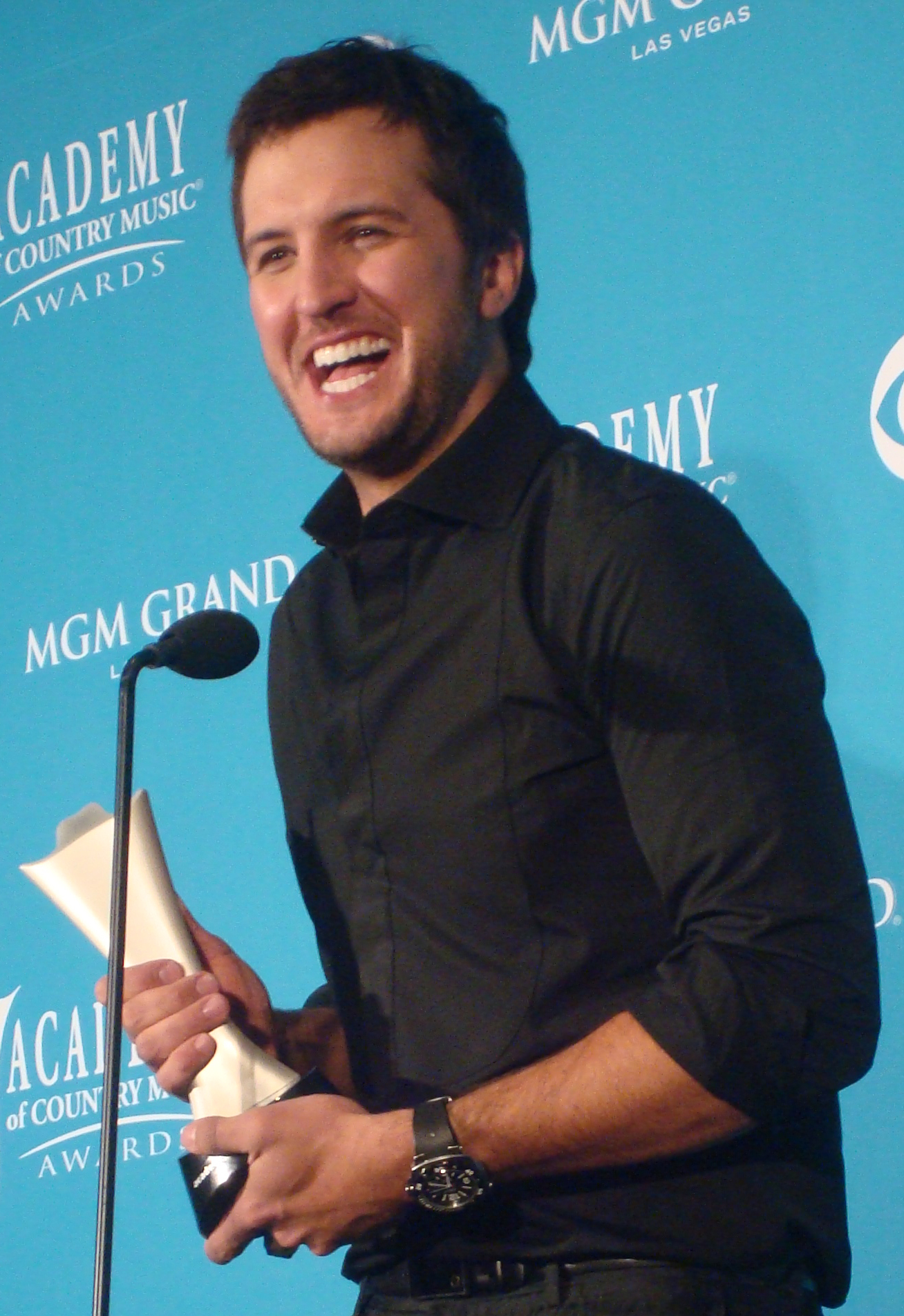
Кантри-певец Люк Брайан дважды с двумя разными своими альбомами лидировал в 2013 году: : в марте с Spring Break... Here to Party, а в августе с Crash My Party.

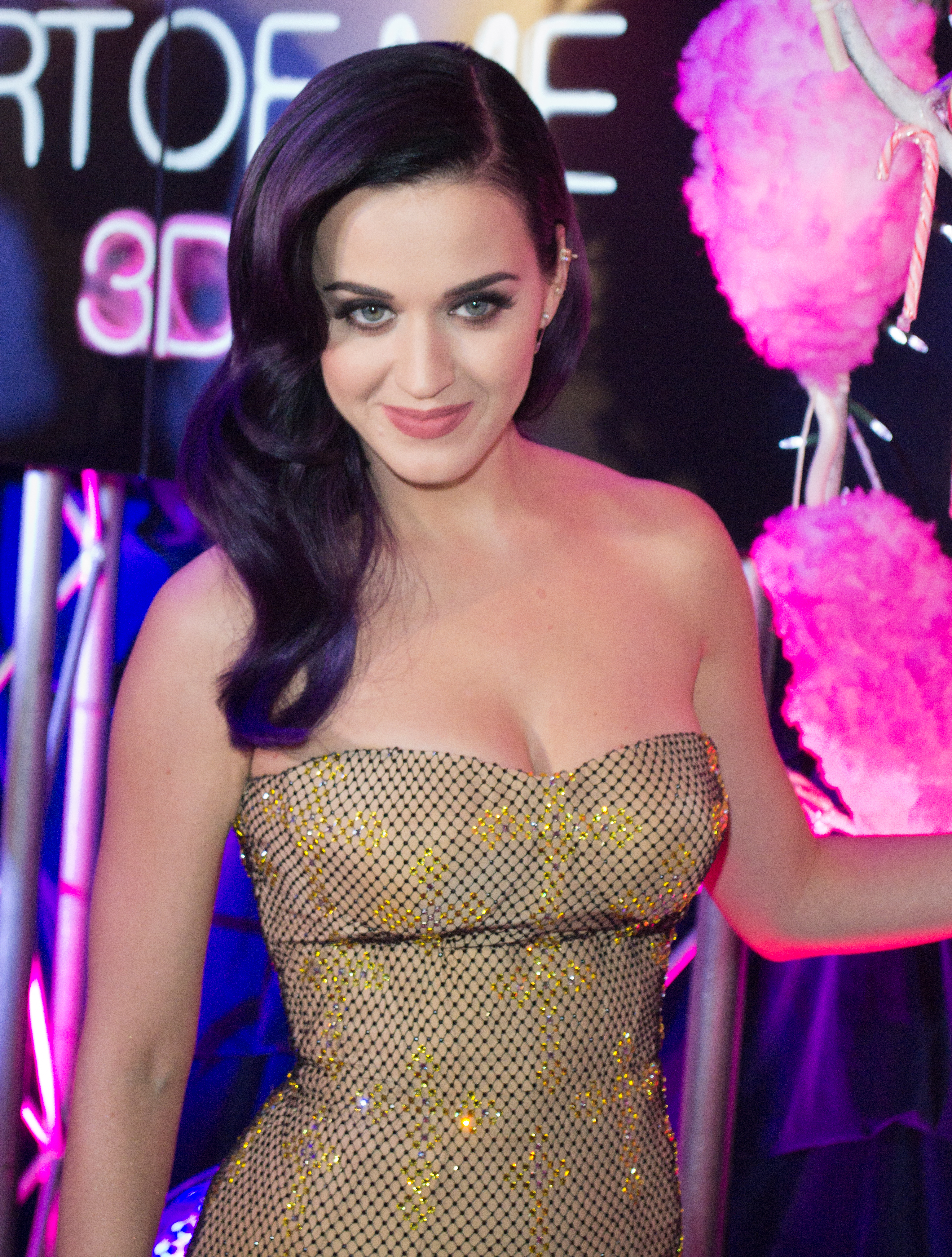
Кэти Перри возглавила хит-парад со своим 4-м студийным альбомом Prism.

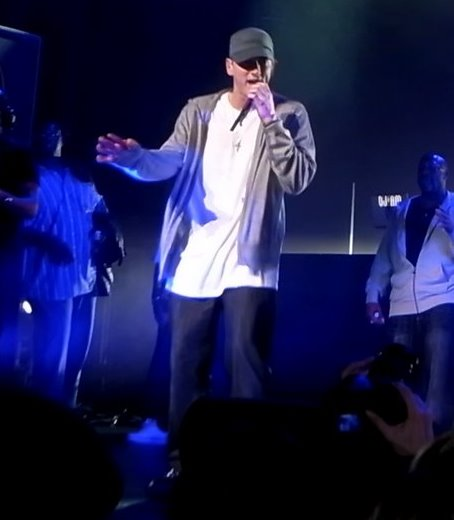
Рэпер Eminem возглавил хит-парад со своим 7-м студийным альбомом The Marshall Mathers LP 2.

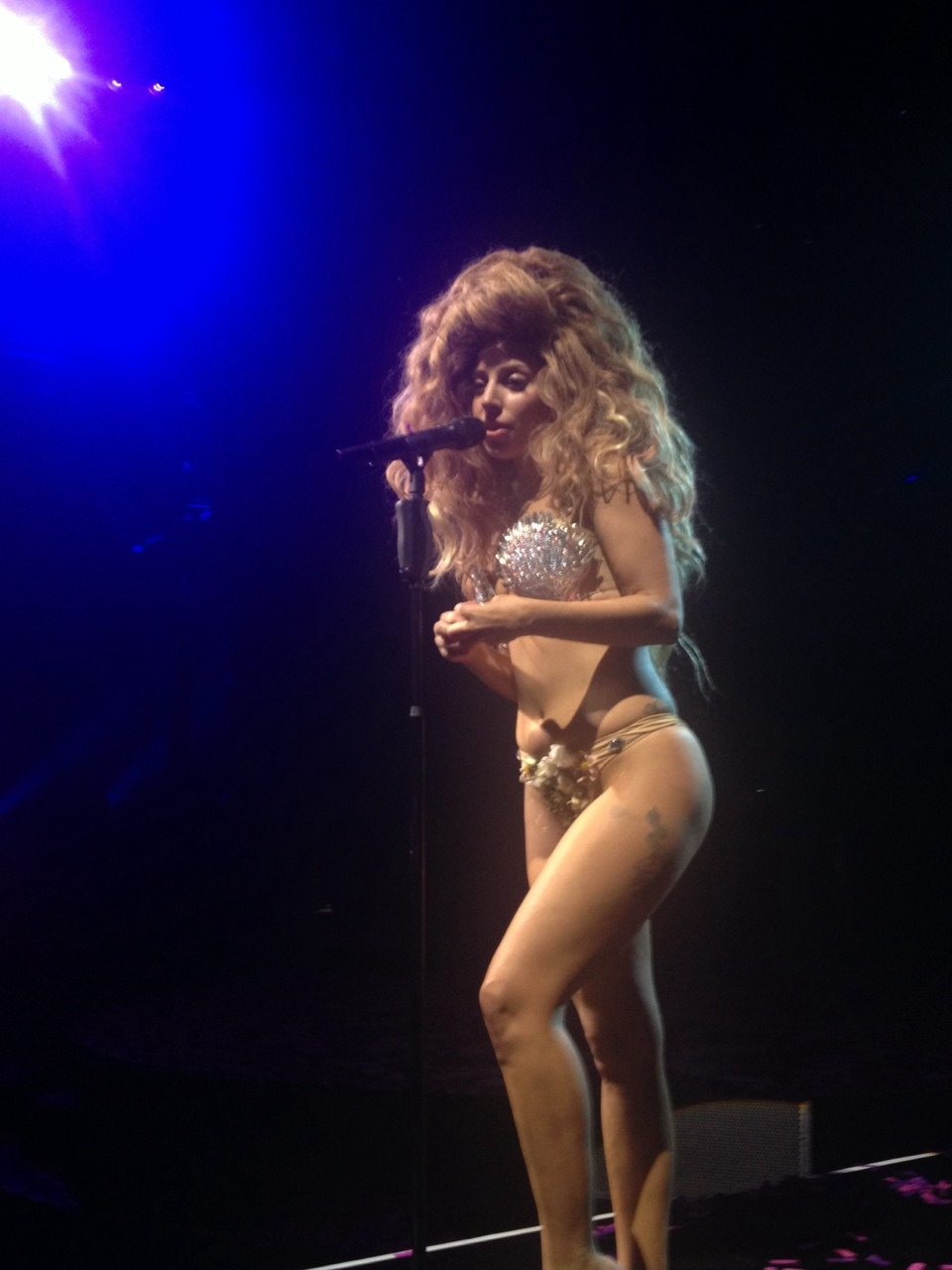
Леди Гага возглавила хит-парад со своим студийным альбомом Artpop.

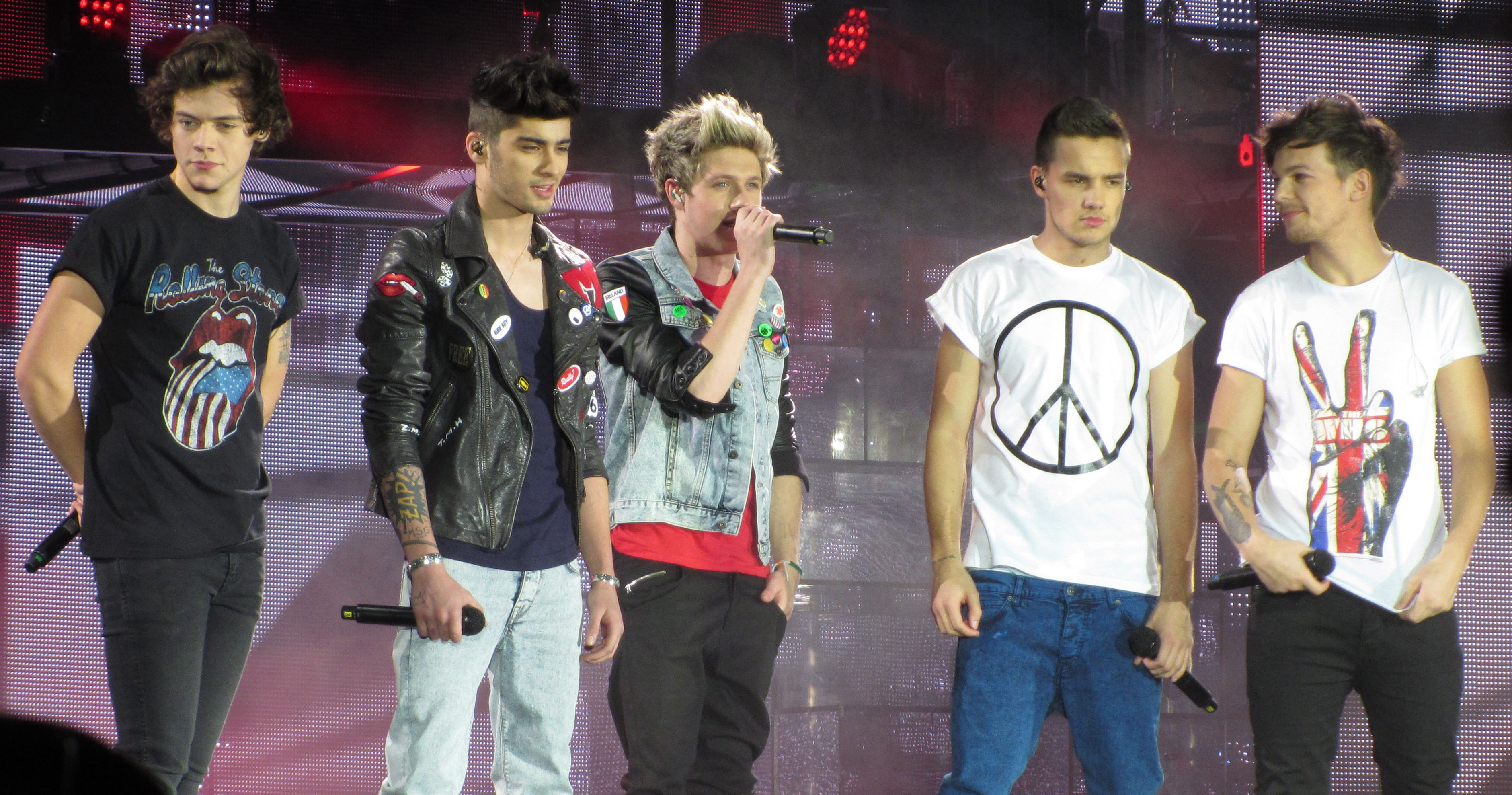
Группа One Direction возглавила хит-парад со своим студийным альбомом Midnight Memories.

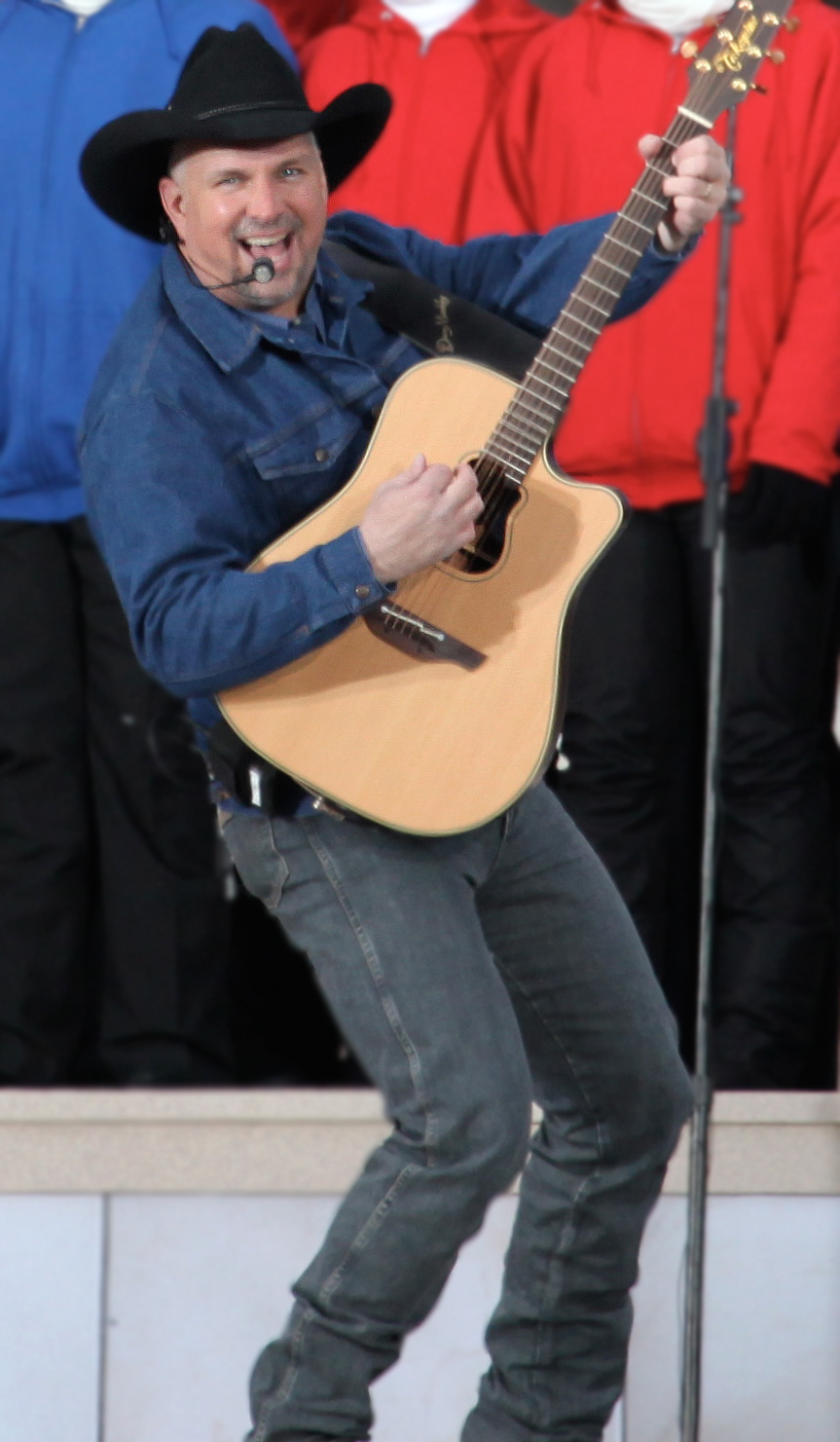
Гарт Брукс возглавил хит-парад со своим сборником лучших песен бокс-сетом Blame It All on My Roots: Five Decades of Influences.

Список альбомов № 1 в США в 2013 году (#1 2013 Billboard 200) включает альбомы, возглавлявшие главный хит-парад Северной Америки каждую из 52 недель 2013 года по данным старейшего музыкального журнала США Billboard.

## История
- Первым лидером альбомного чарта 2013 года стал диск Red кантри-певицы Тейлор Свифт, который уже 6 неделю становится № 1 (из них 5 недель в 2012 году), опередив претендовавший по расчетам аналитиков на первое место новый альбом Trouble Man: Heavy Is the Head рэпера T.I.[4][5]. Тейлор Свифт стала первой женщиной и вторым в истории исполнителем после группы The Beatles (1969), кому удалось с тремя подряд альбомами лидировать по 6 и более недель в Billboard 200. Ранее она этого достигла с альбомами Fearless (11 недель № 1) и Speak Now (6 недель).
- Продлив 12 января лидерство Red до 7 недель, Т. Свифт достигла рекорда Адель по числу недель на № 1 (в сумме 24) среди женщин в цифровую эру SoundScan (с 1991)[6].
- Впервые с 2009 года во главе списка оказался саундтрек музыкального фильма Les Miserables. В январе чарт возглавил сборник 20 песен к фильму-мюзиклу Отверженные (англ. Les Miserables), половину из которых исполнил актёр Хью Джекман, претендующий на «Оскар» за «главную роль» в этом фильме, а песня Suddenly выдвинута на «Оскар» в категории «Лучшая песня к фильму». Ранее, в 2009 году лидировал саундтрек «Hannah Montana: The Movie», а из мюзиклов последний раз лидером чарта был в 2008 году альбом «Mamma Mia!». Если же учитывать саундтреки и прочих фильмов, то последний раз таковым на № 1 был The Hunger Games: Songs from District 12 and Beyond (апрель 2012 года)[7].
- Альбом Believe Acoustic стал 5-м на № 1 для Джастина Бибера, что сделало его первым исполнителем в истории, которому удалось 5 раз взойти на вершину Billboard 200 до достижения 19 лет (столько ему исполнится 1 марта).
- Альбом All That Echoes певца Джош Гробана стал его 3-м диском, возглавившим чарт Billboard 200 после альбомов «Closer» (2003) и «Noel» (2007)[8].
- Альбом What About Now рок-группы Bon Jovi стал их 5-м чарттоппером и 3-м подряд после дисков «The Circle» (2009) и «Lost Highway» (2007). Ранее они возглавляли хит-парад с альбомами «New Jersey» (1988) и «Slippery When Wet» (1986). Одновременно, диск The Next Day британского певца Дэвида Боуи дебютировал на № 2[9].
- Альбом To Be Loved певца Майкла Бубле стал его 4-м диском, возглавившим чарт Billboard 200 после альбомов «Call Me Irresponsible» (2007), «Crazy Love» (2009) и «Christmas» (5 недель № 1 в 2011 году)[10].
- Кантри-альбом Life on a Rock певца Кенни Чесни стал его 7-м диском, возглавившим чарт Billboard 200 (с 2004 года, все 10 регулярных альбомов Чесни дебютировали в Top-4 чарта Billboard 200). Здесь среди всех кантри-исполнителей по числу чарттопперов Чесни уступает только Гарту Бруксу, у которого в 1991—2001 было 8 лидеров этого чарта[11].
- Кантри-альбом Golden группы Lady Antebellum стал их 3-м диском, возглавившим чарт Billboard 200 после альбомов «Own the Night» (2011) и «Need You Now» (2010)[12].
- Альбом Random Access Memories французского элетро-данс дуэта Daft Punk стал 2-м французским лидером в истории американского чарта, впервые с 1968 года, когда в США 5 недель лидировал Поль Мориа и его Оркестр с Blooming Hits (со знаменитым инструментальным хитом «Love Is Blue»). Daft Punk стали только 4-м дуэтом, сумевшим со своим альбомом возглавить чарты по обе стороны Атлантики: и в США и в Великобритании. Ранее это удавалось только Simon & Garfunkel (они это сделали дважды), Carpenters и Wham! (можно и 5-й дуэт насчитать, если учитывать совместный диск John Lennon & Yoko Ono)[13].
- Ветераны рок-музыки группа Black Sabbath со своим новым альбомом 13 впервые за все более чем 40 лет своей карьеры возглавили американский чарт, а заодно и британский. Это 19-й их студийный диск и первый с 1995 года, а также первый за 35 лет с вернувшимся вокалистом Оззи Осборном. Диск «13» стал восьмым альбомом, возглавившим чарт, у которого название состоит только из цифр вслед за Beatles’ 1, Foreigner’s 4, Beyonce’s 4, Omarion’s 21, Adele’s 21, Prince’s 3121 и Van Halen’s 5150. Ещё два диска, но уже только с римскими цифрами в имени, также были № 1 в США: Boyz II Men’s II и Godsmack’s IV[14].
- Jay-Z в 13-й раз возглавил альбомный чарт, это рекорд для сольных исполнителей и второй в истории показатель после 19 чарттопперов у группы Beatles[15]
- Робин Тик стал первым с ноября 2012 года артистом, кому удалось одновременно возглавить оба главных чарта США (сингловый Billboard Hot 100 и альбомный Billboard 200). Предыдущий раз это сделали Рианна с песней Diamonds и альбомом Unapologetic (ноябрь 2012) и Адель с песней Set Fire to the Rain и альбомом 21 (февраль 2012). В августе 2013 года диск Blurred Lines Робина Тика стал № 1, а одноимённая песня уже 9 недель занимала первое место среди синглов в США. Учитывая, что диск и сингл Р.Тика также возглавлял альбомные и сингловые чарты Великобритании, такой четверной успех также первый после упомянутых работ Рианны. А среди мужчин-исполнителей это произошло впервые после Канье Уэста, который в 2007 году лидировал по обе стороны Атлантики с Graduation и «Stronger»[16][17].
- В августе на первом месте дебютировал альбом Crash My Party кантри-певца Люка Брайана (а также № 1 в Top Country Albums). Это его второй чарттоппер, причём за один год, после альбома Spring Break... Here to Party (№ 1 в марте 2013)[18]. Это лучший дебют для кантри-альбома за последние 5 лет после диска Red певицы Тейлор Свифт (1,21 млн копий), и лучший для кантри-певца почти за десятилетие, впервые с 2004 года когда Tim McGraw's Live Like You Were Dying был на № 1 с тиражом 766,000 в первую неделю[19]. Через неделю Crash My Party продолжил лидировать в Billboard 200. Это первое с 2004 года двухнедельное лидерство кантри-исполнителя впервые после альбома 50 Number Ones Джорджа Стрейта[20].
- 6-й студийный альбом Hail to the King рок-группы Avenged Sevenfold стал их 2-м лидером общенационального хит-парада США (первым их альбомом № 1 стал в 2010 году диск «Nightmare»). Он также естественно возглавил и рок-чарты Hard Rock Albums, Alternative Albums и объединённый Rock Albums chart[21].
- 8-й студийный альбом Fuse кантри-певца Кита Урбана стал его 5-м в Top-10 и вторым в карьере диском, возглавившим американский хит-парад, впервые после альбома «Defying Gravity» (№ 1 в 2009)[22].
- Альбом From Here to Now to You автора-исполнителя Джека Джонсона стал его 4-м диском на № 1 в США после «Sleep Through the Static» (2008), «To the Sea» (2010) и саундтрека к фильму «Curious George» (2006)[23].
- 3-й студийный альбом «Nothing Was the Same» канадского рэпера Дрейка стал для него и 3-м подряд на № 1 в общенациональном хит-параде США (12 октября)[24].
- Джастин Тимберлейк дважды за один год был на первом месте со своими двумя новыми альбомами. Сначала в апреле был на № 1 Billboard 200 с диском The 20/20 Experience[25], а потом в октябре с The 20/20 Experience: 2 of 2[26].
- Альбом Prism певицы Katy Perry стал в ноябре её вторым чарттоппером после диска 2010 года «Teenage Dream»[27].
- Альбом The Marshall Mathers LP 2 рэпера Эминема стал в ноябре его 7-м чарттоппером (все подряд и все дебютировали на № 1) и 6-м самым успешным по тиражу (792,000) в дебютную неделю диском за все последние 5 лет. С ноября 2008 года лучшие дебюты были только у альбома «Red» кантри-певицы Тейлор Свифт (2012 год, 1,2 млн экз в первую неделю релиза), Lady Gaga’s «Born This Way» (2011, 1,1 млн), Swift’s «Speak Now» (2010, 1 млн), Timberlake’s «The 20/20 Experience» (2013, 968,000) и Lil Wayne’s «Tha Carter IV» (2011, 964,000)[28].
- Альбом Artpop певицы Леди Гаги стал в конце ноября её вторым чарттоппером после диска 2011 года «Born This Way». Однако, дебютные недельные тиражи при этом сильно различаются: 258,000 (Artpop) и 1,1 млн копий (Born This Way). «ARTPOP» стал 5-м альбомом в Top-10 для Леди Гаги после дисков «The Fame» (№ 2), «The Fame Monster» (№ 5), «The Remix» (№ 6) и «Born This Way» (№ 1). Одновременно, в эту же неделю (оканчивающуюся на 30.11.2013) на 7 месте дебютировал очередной 31-й в американском Top-10 альбом легендарной группы Beatles («On Air: Live at the BBC Volume 2», тираж 37,000). Среди других лидеров по этому показателю Rolling Stones (у них рекордные 36 альбомов в десятке лучших), Фрэнк Синатра (33), Барбра Стрейзанд (32), the Beatles (31) и Элвис Пресли (27)[29].
- 14 декабря хит-парад США возглавил 3-й подряд студийный альбом Midnight Memories (546,000 копий) поп-группы One Direction, что сделало её 1-й в истории группой, сделавшей это с первого входа в чарт (дебютируя на № 1 своими первыми тремя альбомами: в 2012 были чарттопперы «Up All Night» и «Take Me Home») и 1-й группой с 1967 года, которой удалось это с 3 дисками подряд. Тогда это сделала группа The Monkees (в 1966 — диск «The Monkees», в 1967 — «More of the Monkees», «Headquarters», «Pisces, Aquarius, Capricorn & Jones Ltd»). One Direction стали только 3-й в истории поп-группой, достигавшей полумиллионных еженедельных тиражей в эру Nielsen SoundScan. С 1991 года альбомы с тиражами более чем в 500,000 издавали только две поп-группы: 'N Sync и Backstreet Boys. Причём, 'N Sync сделали это 7 раз с 3 различными альбомами, а группа Backstreet Boys — 9 раз с двуми альбомами. Среди других дуэтов и групп с более чем полумиллионными еженедельными тиражами (500,000-plus) своих дисков представители других жанров (R&B, рэп, кантри, рок): Coldplay, Creed, Dave Matthews Band, Dixie Chicks, Eagles, Guns N' Roses, Limp Bizkit, Linkin Park, Outkast, Rascal Flatts, Santana, Beatles и Tool[30].
- 21 декабря альбом Blame It All on My Roots: Five Decades of Influences (сборный бокс-сет, включающий 77 песен на 6 CD и 33 видеоклипа на 2-х DVD) американского исполнителя кантри-музыки Гарта Брукса стал его 9-м лидером общенационального хит-парада США[31] и 13-м диском № 1 в кантри-чарте Top Country Albums[30]. Гарт Брукс догнал по числу альбомов № 1 группу Rolling Stones и певицу Barbra Streisand (9), отставая от лидеров по этому показателю Elvis Presley (10), Bruce Springsteen (10), Jay Z (13) и Beatles (19)[31].
- 28 декабря новый альбом Beyoncé американской певицы Бейонсе сделал её первой в истории женщиной, чьи первые пять студийных альбомов становились № 1 в США. Причём, все диски сразу дебютировали на вершине чарта: «Dangerously In Love» (2003), «B’Day» (2006), «I Am… Sasha Fierce» (2008) и «4» (2011). Два других исполнителя ранее также имели на первом месте первые пять студийных альбомов: рэпер DMX и фолк-группа Kingston Trio (у DMX также как и у Бейонсе все пять сразу дебютировали на № 1)[32].

## Список 2013 года
| Дата        | Альбом № 1 недели                                    | Исполнитель             | Ссылка |
| ----------- | ---------------------------------------------------- | ----------------------- | ------ |
| 5 января    | Red                                                  | Тейлор Свифт            | [ 5 ]  |
| 12 января   | Red                                                  | Тейлор Свифт            | [ 6 ]  |
| 19 января   | Les Miserables                                       | Саундтрек               | [ 7 ]  |
| 26 января   | Burning Lights                                       | Chris Tomlin            | [ 33 ] |
| 2 февраля   | Long.Live.A$AP                                       | A$AP Rocky              | [ 34 ] |
| 9 февраля   | Set You Free                                         | Гари Аллан              | [ 35 ] |
| 16 февраля  | Believe Acoustic                                     | Джастин Бибер           | [ 36 ] |
| 23 февраля  | All That Echoes                                      | Джош Гробан             | [ 8 ]  |
| 2 марта     | Babel                                                | Mumford & Sons          | [ 37 ] |
| 9 марта     | Babel                                                | Mumford & Sons          | [ 38 ] |
| 16 марта    | Unorthodox Jukebox                                   | Бруно Марс              | [ 39 ] |
| 23 марта    | Spring Break... Here to Party                        | Люк Брайан              | [ 18 ] |
| 30 марта    | What About Now                                       | Bon Jovi                | [ 9 ]  |
| 6 апреля    | The 20/20 Experience                                 | Джастин Тимберлейк      | [ 25 ] |
| 13 апреля   | The 20/20 Experience                                 | Джастин Тимберлейк      | [ 40 ] |
| 20 апреля   | The 20/20 Experience                                 | Джастин Тимберлейк      | [ 41 ] |
| 27 апреля   | Paramore                                             | Paramore                | [ 42 ] |
| 4 мая       | Save Rock and Roll                                   | Fall Out Boy            | [ 43 ] |
| 11 мая      | To Be Loved                                          | Майкл Бубле             | [ 10 ] |
| 18 мая      | Life on a Rock                                       | Кенни Чесни             | [ 11 ] |
| 25 мая      | Golden                                               | Lady Antebellum         | [ 12 ] |
| 1 июня      | Modern Vampires of the City                          | Vampire Weekend         | [ 44 ] |
| 8 июня      | Random Access Memories                               | Daft Punk               | [ 45 ] |
| 15 июня     | Random Access Memories                               | Daft Punk               | [ 46 ] |
| 22 июня     | ...Like Clockwork                                    | Queens of the Stone Age | [ 47 ] |
| 29 июня     | 13                                                   | Black Sabbath           | [ 48 ] |
| 6 июля      | Yeezus                                               | Канье Уэст              | [ 49 ] |
| 13 июля     | The Gifted                                           | Wale                    | [ 50 ] |
| 20 июля     | Born Sinner                                          | J. Cole                 | [ 51 ] |
| 27 июля     | Magna Carta... Holy Grail                            | Jay-Z                   | [ 52 ] |
| 3 августа   | Magna Carta... Holy Grail                            | Jay-Z                   | [ 53 ] |
| 10 августа  | Stars Dance                                          | Селена Гомес            | [ 54 ] |
| 17 августа  | Blurred Lines                                        | Робин Тик               | [ 16 ] |
| 24 августа  | The Civil Wars                                       | The Civil Wars          | [ 55 ] |
| 31 августа  | Crash My Party                                       | Люк Брайан              | [ 19 ] |
| 7 сентября  | Crash My Party                                       | Люк Брайан              | [ 56 ] |
| 14 сентября | Hail to the King                                     | Avenged Sevenfold       | [ 21 ] |
| 21 сентября | Yours Truly                                          | Ariana Grande           | [ 57 ] |
| 28 сентября | Fuse                                                 | Кит Урбан               | [ 22 ] |
| 5 октября   | From Here to Now to You                              | Джек Джонсон            | [ 23 ] |
| 12 октября  | Nothing Was the Same                                 | Дрейк                   | [ 24 ] |
| 19 октября  | The 20/20 Experience – 2 of 2                        | Justin Timberlake       | [ 26 ] |
| 26 октября  | Bangerz                                              | Майли Сайрус            | [ 58 ] |
| 2 ноября    | Lightning Bolt                                       | Pearl Jam               | [ 59 ] |
| 9 ноября    | Prism                                                | Katy Perry              | [ 27 ] |
| 16 ноября   | Reflektor                                            | Arcade Fire             | [ 60 ] |
| 23 ноября   | The Marshall Mathers LP 2                            | Эминем                  | [ 28 ] |
| 30 ноября   | Artpop                                               | Леди Гага               | [ 29 ] |
| 7 декабря   | The Marshall Mathers LP 2                            | Eminem                  | [ 61 ] |
| 14 декабря  | Midnight Memories                                    | One Direction           | [ 30 ] |
| 21 декабря  | Blame It All on My Roots: Five Decades of Influences | Гарт Брукс              | [ 31 ] |
| 28 декабря  | Beyoncé                                              | Бейонсе                 | [ 32 ] |